# Piotr Milaouchkine
Piotr Sémiénovitch Milaouchkine (en russe : Милаушкин, Петр Семенович), né le 22 octobre 1922 et mort le 29 mars 2006 à Voronej, est un pilote de chasse et as soviétique de la Guerre de Corée.

## Carrière
Né le 22 octobre 1922 à Raïevka, dans la région de Karaganda (Kazakhstan), il entre au collège militaire de l'Air de Stalingrad à l'automne 1939, mais il ne semble pas qu'il ait participé aux combats de la Seconde Guerre mondiale.
En 1949, il est muté au 17 GuIAP (régiment de chasse aérien de la Garde), et en 1951, en tant que kapitan, commandant de la 1re escadrille de cette unité d'élite, et dans le cadre de la 324.IAD (division de chasse aérienne) il combat en Corée, obtenant plusieurs victoires :
- 9 avril : 2 B-29 abattus ;
- 12 avril : 1 B-29 abattu ;
- 7 novembre : 1 Meteor abattu ;
- 1er décembre : 1 Meteor abattu.

En juillet, il tente, en compagnie de l'as Ziouzov, d'abattre un hélicoptère en mission de sauvetage d'un pilote de F-86 qui était tombé près des côtes, tentative qui se révèle infructueuse. Il volait alors sur un MiG-15 numéro 758.

## Palmarès et décorations

### Tableau de chasse
Il est crédité de dix victoires homologuées, et d'un appareil endommagé, au cours de 165 missions et 68 combats aériens.

Selon les historiens russes, il aurait obtenu treize victoires, dont deux seraient encore sujettes à caution.

### Décorations
Malgré un palmarès éloquent, il ne reçut aucune décoration prestigieuse ; il fut néanmoins décoré de l'Ordre du Drapeau rouge et de l'Ordre de l'Étoile rouge.